# Ala (Architektur)

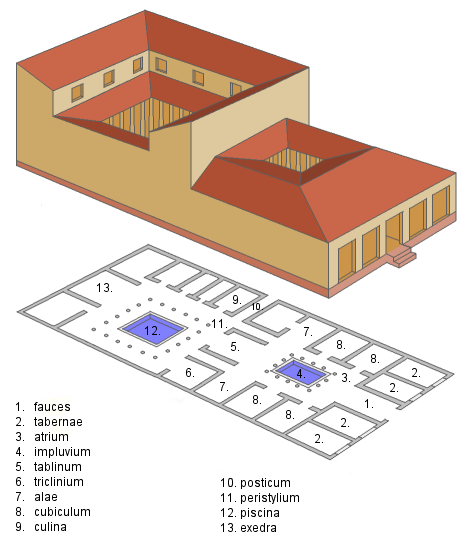
Römisches Atriumhaus. Die Alae sind mit Nummer 7 bezeichnet.

Die Ala (Plural: Alae) ist ein Teil des römischen Atriumhauses und kann als Flügelmauer auch Teil eines etruskischen und römischen Tempels sein. 
Im Atriumhaus liegen die beiden Alae an das Atrium angrenzend vor dem Tablinum. Sie sind im Gegensatz zu den idealtypisch ebenfalls beidseits des Tablinum angeordneten Cubicula zum Hauptraum offen. Geeignete Proportionen werden bei Vitruv genannt (de architectura 6.3.4). Eine Funktion ist nicht genau festgelegt. Häufig dienten die Alae als Aufstellungsort für repräsentativen Hausrat, das Lararium (Kultschrein) und die Ahnenbilder des Hausherrn. Sie können auch als Durchgangsräume angelegt sein, durch die man in weitere Bereiche des Hauses gelangt.